# Den ústavy Ukrajiny
Den ústavy Ukrajiny (ukrajinsky День Конституції України) je ukrajinský státní svátek slavený 28. června na paměť schválení ukrajinské ústavy v tento den roku 1996. Svátek vznikl ihned v roce 1996. Každoročně je oslavován po celém území Ukrajiny a také za hranicemi Ukrajiny v diaspoře, zejména ve státech, kde je větší koncentrace Ukrajinců (Kanada, Polsko, Česko, Portugalsko, Itálie atd.)